# 남수단의 경제
남수단의 경제는 세계에서 석유에 가장 많이 의존하는 경제 중 하나이다. 매우 비옥한 농경지와 6천만 마리가 넘는 소, 양, 염소를 포함한 방대한 수의 가축 등 풍부한 천연자원을 가지고 있음에도 불구하고 말이다. 정치적 불안정, 형편없는 통치, 부패가 세계 최연소 국가의 발전을 계속 방해하고 있다.
남수단은 대부분 미개발 지역으로 대부분의 마을에는 전기나 수돗물이 없고 포장도로가 1만km에 불과하다.

## 천연자원
남수단은 국제시장에 목재를 수출한다. 목재로 가장 잘 알려진 티크와 천연 나무가 있는 주는 서에콰토리아주와 중앙에콰토리아주이다. 케굴루에는 티크 농장이 있고, 다른 가장 오래된 식생림 보호구역은 카왈레, 리조, 로카 웨스트, 누니이다. 서에콰토리아주의 목재 자원은 자모이의 음부바 나무를 포함한다.
남수단의 주요 자연 특징 중 하나는 나일강인데, 나일강은 남수단의 많은 지류가 이 나라에 공급원을 가지고 있다. 이 지역은 또한 석유, 철광석, 구리, 크롬광석, 아연, 텅스텐, 마이카, 은, 금, 수력 발전과 같은 많은 천연 자원을 가지고 있다. 다른 개발도상국들과 마찬가지로 이 나라의 경제는 농업에 크게 의존하고 있다. 농산물로는 면화, 땅콩, 수수, 밀, 밀, 아랍 껌, 사탕수수, 카사바(타피오카), 망고, 파파야, 바나나, 고구마, 깨 등이 있다. 태양열 발전은 2020년 말까지 가동될 것으로 예상되는 주바 인근 25만 m2 부지에 태양광 발전 프로젝트를 통해 중요해질 수 있다. 이 프로젝트는 20MWP 태양광 파크, 35메가와트시 배터리 저장 시스템, 사내 훈련 센터로 구성되어 있다.

### 농업
남수단은 농경지가 풍부하고 세계에서 목회자가 가장 많은 나라 중 하나이다. 그러나 수단이 석유를 처음 수출하기 시작한 1999년 이후 수단의 농업 생산량은 감소했다. 세계은행에 따르면 2000년~2008년 농업 부문 연평균 성장률은 3.6%에 불과해 지난 10년 동안의 10.8% 성장률에 비해 크게 낮다. 유엔식량농업기구(FAO)는 남수단이 독립했을 때 가용 토지의 4.5%만이 경작 중이었다는 것을 보여주는 광범위한 위성 토지 커버 조사를 실시했다.
남수단은 우간다, 케냐, 수단과 같은 이웃 국가들로부터 수입된 식품에 의존하고 있다. 이것들은 높은 운송비로 발생하는데, 이는 인플레이션과 함께 남수단의 식량가격이 급격하게 상승하게 만들었다. 농업 생산의 감소와 값비싼 외국 식량 공급에 대한 의존은 남수단의 심각한 식량 부족의 원인이 되었다. 유엔 식량 프로그램에 따르면 2012년에는 약 270만 명의 남수단인들이 식량 원조를 필요로 할 것이라고 한다.
정부는 농업과 식량 안보 문제를 다루기 시작했다. 엘리자베스 마노아 마족 산업투자부 차관에 따르면 남수단 정부는 식량 생산을 최우선 과제로 삼고 있다. 남수단 농무부는 2013년까지 남수단의 식량 생산량을 연간 200만 미터톤으로 늘리겠다는 목표를 발표했다. 남수단은 걸프 아랍 국가, 이스라엘, 중국, 네덜란드, 아프리카 다른 국가들의 농업 투자자들을 유치하여 설탕, 쌀, 곡물 및 기름 종자, 가축과 같은 기본적인 식품 생산량을 증가시키기를 희망하고 있다.
2011년 6월 남수단의 부통령 리에크 마차르는 독립 첫 5년간 5000억 달러 규모의 외국인 투자를 동원하겠다는 계획을 발표했다. 이러한 투자의 상당 부분은 농업 분야에 집중될 것이며, 농업 분야에서는 정부가 경제를 다각화하고 많은 실업자들에게 일자리를 제공하기를 바라고 있다. FAO는 또 농업분야에 5000만 달러 규모의 임시 지원계획을 수립해 농업부처와 주정부 농업확장사무소에 역량을 증강할 예정이다. 여기에는 종자 생산 부문과 도시 및 주변 도시 농업 구성요소의 설립이 포함된다.
소액주 농업은 국내 곡물 생산의 80%를 차지한다. 불행하게도, 이 농부들은 높은 운송 비용, 농업 투입의 불가능, 그리고 낙후된 농업 확장 서비스로 인해 많은 제약을 받고 있다. 그러나 정부는 소액주 생산을 도울 수 있는 농업 확장 서비스 개발에 자원을 투자하는 대신 식량 생산을 활성화하기 위한 방안으로 민간 주도의 대규모 산업 농업 계획에 초점을 맞추기로 했다.
공여국들은 산업 농업이 남수단의 식량 안보를 개선하는 열쇠라는 생각을 홍보하고 있다. 예를 들어, 미국 국제개발처(USAID)는 씨티은행, IFC, 아프리카기업협의회 등과 함께 농업 등 주요 분야의 자원을 마케팅하고 민간자본을 유치하는 데 도움을 주고 있다.
이 투자는 농촌발전을 촉진하고 고용기회를 창출하며, 식량생산성을 높이고, 정부기관에 새롭고 지속가능한 수익원을 제공하고, 경제 다변화에 도움을 주기 위한 것이다. 그러나 일부에서는 이 나라의 경작지가 외국인들을 위한 식량을 재배하는 동시에 지역사회를 점점 더 변두리 땅으로 밀어넣는다면 시골 빈민들을 희생시키면서 혜택을 볼 것이라는 우려가 있다. 이것은 더 많은 식량 불안, 불안정, 사회적 불안, 갈등의 가능성을 만들어 낼 수 있다.
노르웨이 인민원조(NPA)의 시민사회개발사업 책임자인 니나 페데르센은 남수단에 대한 외국인 투자 유치에 급급해 협상 중인 사람들이 자신들이 팔고 있는 땅의 가치를 제대로 알고 있는지 여부에 대한 관심이 부족했다고 우려했다. NPA에 따르면, 2007년 남수단의 독립 선언 이전에 농업, 바이오 연료, 임업, 탄소 신용 및 생태 관광 분야에서 민간이 515만 헥타르를 찾거나 확보했다. 이는 남수단의 전체 토지 면적의 8% 이상에 해당한다.
이집트 사모펀드인 시타델 캐피탈은 25만9500에이커를 임차해 농사를 짓고 있다. 이 농장은 짐바브웨 사람들이 주로 운영하는 지역 일자리를 거의 제공하지 않았다. 우간다의 대기업 마드바니 그룹도 남수단 정부와 망갈라 페이암에 있는 정부 소유의 설탕 재배 및 가공 시설을 활성화하기 위한 사전 협약을 체결했다. 이 농장은 주바에서 북쪽으로 약 70km 떨어진 나일강을 따라 1만 ha의 주요 강변 부지를 차지하게 될 것이다. 망갈라의 최고 책임자에 따르면, 이 지역 사회는 투자 협상에 전혀 관여하지 않았다고 한다.
해외 착취에 대한 우려로 OI와 NPA와 같은 기관들은 더 나은 틀이 마련될 때까지 새로운 토지 거래에 대한 모라토리엄을 촉구하고 있다.
로버트 라도가 위원장을 맡고 있는 남수단 토지위원회는 정부와 새로운 정책을 수립하는 태스크포스(TF)로 여성과 부족장로 등 지역 사회 구성원들이 운영하는 카운티 및 소카운티 차원의 토지 관리를 추진하고 있다.

## 사회기반시설
2012년 세계은행은 남수단 도로교부에 농촌 및 도시 간 도로와 고속도로를 건설하기 위해 4년간 3,800만 달러의 투자 차관을 승인했다. 남수단의 깨끗한 물에 접근하는 것은 많은 사람들에게 큰 도전이다.
남수단은 MTN 그룹(옛 인베스트콤)과 같은 사업자를 통한 통신 서비스를 일부 보유하고 있지만, 현재 초고속 인터넷 연결을 제공할 수 있는 기반시설이 부족하다. 2015년 3월 남수단 통신우편서비스부 장관은 정부가 2년 안에 전국에 1600km의 광케이블을 설치할 계획을 밝혔다. 정부는 우간다와 탄자니아의 기존 인프라를 통해 이 네트워크를 해저 케이블과 연결할 계획이다.

## 통화
1992년 수단 파운드는 디나르를 수단의 통화로 대체했다. 국민투표가 있을 때까지 남수단은 가장 먼저 새로운 화폐를 사용하게 될 것이며 '수다니'이라는 별명을 갖게 될 것이다. 데이비드 덩 아토비 초대 재무장관은 독립 일주일 후 발효될 남수단 파운드화의 창설을 발표했다.

## 같이 보기
- 유엔 아프리카 경제 위원회